# 6177 Fécamp
6177 Fécamp è un asteroide della fascia principale. Scoperto nel 1986, presenta un'orbita caratterizzata da un semiasse maggiore pari a 2,2032910 UA e da un'eccentricità di 0,0749480, inclinata di 5,68160° rispetto all'eclittica.